# محاربو الشاولين (مسلسل تلفزيوني)
محاربو الشاولين (بالإنجليزية:Xiaolin Chronicles) مسلسل رسوم متحركة تلفزيوني أمريكي كندي بدأ عرضه في 26 أغسطس عام 2013 على ديزني XD وانتهى عرضه في الـ26 مارس عام 2014 وبدأ عرضه على ام بي سي 3 في أغسطس 2015.

## القصة
رحلة مثيرة لتجميع عناصر قوة ال«شين جونج وو» الموزعة بشكل عشوائي حول العالم التي تعطي الذي يمتلكها قوى خارقة يسعى محاربو الشاولين للحصول على عناصر «شين جونج وو» قبل ان يستحوذ عليها اعوان الشر ويستخدمونها في اغراضهم الشريرة يمتلك كل محارب من محاربي الشاولين قوة تميزه من بين عناصر الطبيعة.

## الشخصيات
- اومي (الماء)
- كيمكو (النار)
- رايموندو (الهواء)
- كلاي (الأرض)
- بينج بونج (الخشب)
- دوجو
- المعلم فانج
- جيش يانج
- شادو
- جاك سبايسير (شرير يعمل مع وويا ويهدف لسيطرة على العالم لكن دائما ما يفشل)
- وويا

## الأصوات العربية
- حسن مهدي, رأفت بازو, - جاك سبايسر
- رينيه غوش، سمر كوكش، - كيميكو
- روزي اليازجي, آمنة عمر, - وويا
- رانيا مروة، أمل عمران، - أومي، بينغ بونغ
- خالد السيد، محمد خير أبو حسون، - دوجو
- ناجي شامل، مروان فرحات، - المعلم فونغ
- شربل أيوب، عادل أبو حسون، - كلاي
- طوني أشقر
- جيمي قزي
- سيلينا شويري، هزار الحرك، - كاتنابي
- ميلاد رزق - توشيرو توهوميكو
- عبدو حكيم، زياد الرفاعي، - رايموندو

## الحلقات
انظر أيضا: قائمة حلقات محاربو الشاولين (مسلسل تلفزيوني)
يبلغ عدد حلقات المسلسل 26 حلقة ومن موسم واحد

## وصلات خارجية
- محاربو الشاولين على موقع IMDb (الإنجليزية)
- محاربو الشاولين على موقع كينوبويسك (الروسية)
- محاربو الشاولين على موقع قاعدة بيانات الفيلم (الإنجليزية)